# 工业园区管理委员会
工业园区管理委员会，是中华人民共和国江苏省鎮江市润州区下辖的一个类似乡级单位。

## 行政区划
下辖以下地区：
鲇鱼套村、大桥村和龙门村。